# Epiphrase
Die Epiphrase (altgriechisch ἐπιφράζω ‚zusätzlich anmerken‘) ist eine rhetorische Figur, bei der ein syntaktisch bereits vollständiger Satz einen Nachtrag in Form eines Wortes oder einer Wortgruppe erhält.

## Beispiele
„Mein Retter seid Ihr und mein Engel.“

„Ich liebe dich – nicht.“